# Вјаданика
Вјаданика (итал. Viadanica) је насеље у Италији у округу Бергамо, региону Ломбардија.
Према процени из 2011. у насељу је живело 816 становника. Насеље се налази на надморској висини од 317 м.

## Становништво
| 1931. | 1936. | 1951. | 1961. | 1971. | 1981. | 1991. | 2001. | 2011. |
| ----- | ----- | ----- | ----- | ----- | ----- | ----- | ----- | ----- |
| 984   | 1.017 | 974   | 920   | 895   | 886   | 937   | 1.028 | 1.084 |